# Observatoire de la mortalité des animaux de rente
L’'Observatoire de la mortalité des animaux de rente  (OMAR) est un observatoire français créé en 2013 dans le cadre de la  « plateforme nationale d'épidémiosurveillance en santé animale » (ou PNESA).
C'est un outil et lieu de veille éco-épidémiologique et de biosécurité, qui vise à détecter rapidement et de manière fiable des anomalies de morbidité et mortalité d'animaux de rente par rapport à un« bruit de fond » (dans le cas des bovins, première espèce suivie, ce bruit de fond est un niveau de référence calculé à partir d'une enquête faite en 2010
C'est la première expérience française de « surveillance syndromique » à grande échelle,, dans un premier temps pour les bovins, et d'abord à partir des données pouvant être suivies en temps réel à partir des centres d’équarrissage.

## Enjeux
Il s'agit de mieux suivre les nombreuses maladies infectieuses ou parasitaires ayant un « réservoir animal » et pouvant éventuellement affecter l'Homme (Cf. santé publique) ou pouvant toucher les animaux de rente avec des impacts économiques.

## Histoire
Le projet de cet observatoire, sur la « mortalité anormale » animale (sauvage et/ou domestique) répond à des demandes faites dans plusieurs cadres (éco-épidémiologique notamment) en raison de l'apparition ou ré-apparition d'un nombre croissant de maladies émergentes et une augmentation du risque d'émergence dans le cadre de la mondialisation des échanges. 
Il s'inscrit également dans un projet plus général (européen et mondial) de surveillance syndromique en routine (surveillance en temps réel d'indicateurs de santé non spécifiques dont la mortalité anormale, via un système d'information épidémiologique), ce qui est considéré comme une bonne pratique par l'OMS, L'OIE et les CDC américains pour la biosécurité et même pour la lutte contre le terrorisme, (s'appuyant en France notamment sur une « Plateforme d'épidémiosurveillance en santé animale »). 
La création de l'observatoire a notamment été préparée par une thèse universitaire sur la « modélisation de la mortalité bovine dans un objectif de surveillance épidémiologique » (récemment financée par la DGAL et codirigée par l'Anses-Lyon et l'Inra-Theix)).
L'observatoire (OMAR) a été officiellement créé en 2009 pour notamment détecter d'éventuels pics de mortalité anormaux ou inhabituels, potentiellement associées à des problèmes zoonotiques ou d'environnement, via une veille coordonnée par quelques spécialistes de l'Inra et de l'Anses.. 
Les premières travaux de l'observatoire ont ciblé, à l’échelle nationale et départementale, les taux d’incidence de la mortalité bovine et leur évolution de 2003 à 2009,  selon l’âge et le type de production. Un indice comparatif de mortalité (ou SMR pour standardized mortality ratio) a pu être établi (il s'agit d'un indicateur synthétique permettant de comparer la mortalité dans des populations de composition différente (pyramide des âges et proportion de chaque type de production). Le SMR est obtenu en faisant, pour une population étudiée, le rapport entre les nombres observé et attendu de morts. On obtient le nombre attendu de morts en appliquant à l’effectif de chaque classe de la population étudiée, les taux de mortalité types d’une population de référence, en l’occurrence la population française globale ; « n SMR supérieur à 100 indique que la mortalité est plus importante dans la population étudiée que dans une population de référence. Compte tenu de leur importance, l’âge et le type de production sont les deux variables retenues pour le calcul des SMR) ». 
Ceci a pu être fait grâce à la Base de données nationale d’identification bovine (BDNI) du système d'information de l'alimentation (BMOSIA) de la Direction générale de l’alimentation (DGAL) qui donne à tout instant la composition de la population bovine de France pour environ 20 millions d’animaux (en moyenne) et la mortalité associée (1,2 million de notifications par an, environ). 
« Des modèles statistiques ont été ajustés sur les séries hebdomadaires de mortalité afin de mettre en évidence des pics de mortalité inhabituels dans l’historique de données disponible. Des rapports synthétisant les valeurs et résultats spécifiques à chaque département ont été envoyés aux acteurs locaux de la santé animale. Ces rapports étaient accompagnés d’un questionnaire destiné à valider les données de la BDNI par les acteurs de terrain et à récolter des éléments de contexte sur les pics de mortalité identifiés par les modèles. Les réponses fournies confortent la validité des données collectées par la BDNI et les valeurs de mortalité proposées. Les pics de mortalité identifiés étaient principalement attribués aux canicules de 2003 et 2006, et à l’épizootie de fièvre catarrhale ovine (2007-2008) », en complément du Système d'Information Génétique (SIG) de France Génétique Élevage, le « dispositif collectif français d'amélioration génétique des races bovines, ovines et caprines ». 
Le bilan publié en 2011 montre que de 2003 à 2009, 1 258 152 morts de bovins ont été notifiées comme morts anormalement chaque année (en moyenne) en France, « soit six notifications en moyenne par an et par exploitation. Les veaux de moins de
un mois ont représenté 52 % de ces notifications, alors que les animaux > 2 ans n'en représentaient que 22,5 % ». Le taux de mortalité déclarée par département augment globalement du sud vers le nord « avec une
ligne Nantes-Colmar au nord de laquelle les SMR sont plus élevés »,
En 2011, une analyse des données provenant des équarrissages, et plus particulièrement des demandes d’enlèvements de cadavres faites par les éleveurs était aussi prévue (données disponibles en quasi temps-réel), mais les résultats des premières études rétrospectives de l'observatoire avaient déjà confirmé l'intérêt d'un suivi écoépidémiologique de la mortalité en tant qu'indicateur de surveillance épidémiologique et de l’état sanitaire du cheptel, et sa capacité à améliorer la surveillance épidémiologique.

## 1remission: suivi de la mortalité bovine
Depuis la fin des années 1990, les autorités vétérinaires ont constaté dans  plusieurs pays une mortalité anormale des bovins. En France, l'ANSES et l'INRA formulaient le même constat, mais en manquant de données écoépidémiologiques précises :

### Méthodes
Entre 2009 et 2013, l'observatoire utilise notamment :
1. la « base de données nationale sur l'identification bovine » (BDNI) qui en 2013 centralise toute notification de mouvements de bovins vers ou depuis les élevages (y compris les « sorties » déclarés comme ayant la mort pour cause). Dans un premier temps, cet observatoire ne concernera que le cheptel bovin français ;
2. les données informatisé échangées sur les sous-produits animaux (EDI-SPAN) correspondant théoriquement à la totalité des données relatives aux demandes d'enlèvements reçus par les centres d'équarrissage, et aux données relatives aux enlèvements effectivement réalisés.

### Premiers résultats (sur les bovins)
L'observatoire a montré que depuis le début des années 2000, le taux de mortalité des bovins (notamment de jeunes bovins et de manière générale dans le 1/3 nord de la France) a effectivement fortement augmenté.
Une enquête rétrospective (publiée en 2011), appuyée sur une enquête nationale (2010) sur la mortalité de 50000 bovins envoyés à l'équarrissage en France métropolitaine (sur une population bovine d'environ 20 millions d’animaux), lancée par l’Anses.
En 2009, les  bovins français sont morts anormalement nombreux, et tout particulièrement les vaches laitières (elles présentaient deux fois plus de risques de mortalité que les vaches allaitantes ; Les laitières de la catégories 5-10 ans mourraient même 2,4 fois plus que les vaches allaitantes de la même catégorie). Ce constat est d'autant plus étonnant que durant cette période, la science vétérinaire, la zootechnie et le bien-être animal sont supposés s'être améliorés. De même que la génétique des populations est elle réputée mieux maîtrisée.
Les données acquises par l'observatoire ne permettent en revanche pas encore d'identifier le ou les facteur(s) de mortalité de surmortalité des bovins (Alimentation trop riches en soja/maïs ? dérive génétique ? maladies émergentes, impacts de nouveaux polluants, médicaments ou biocides, dégradation des conditions de vêlages ? perturbateurs endocriniens ? effets d'aliments transgéniques ?).

## Missions à venir
Une veille épidémiologique plus fine et plus large (étendue à d'autres animaux) 
Les premiers thèmes suivis par la plate-forme nationale sont
- Tuberculose bovine, via un dispositif dit « Sylvatub »
- avortements chez les ruminants ;
- Grippe porcine (influenza) chez le porc ;
- pestes aviaires ;
- fièvre catarrhale ovine (ou FCO ou blue tongue) ;
- maladies des abeilles ;
- mortalité des mollusques

Mais l'observatoire a d'abord fait porter tous ses efforts sur la surmortalité bovine.

## Autres observatoires ou structures complémentaires en France
- La plate forme crée des groupes de travail pour les thèmes qu'elle explore, sur la base des priorités et options stratégiques établi par le comité de pilotage (CNESA)[2] ; Elle mobilise les méthodes qu'elle juge appropriée (ex Méthode OASIS, enquêtes rétrospectives... ) ;
- L'ANSES et la DGAl jouent le rôle de coordinateur[2].
- Appuis extérieurs : En lien avec le niveau européen (Eurosurveillance), la plateforme française peut aussi bénéficier de statistiques ou alertes faites sur des sujets proches, avec par exemple
  - le dispositif Sursaud (suivi des grippes saisonnières, qui peuvent aussi être des zoonoses)[19]
  - le réseau d'épidémiosurveillance des pathologies équines (RESPE) qui surveille notamment les syndromes neurologiques des chevaux pour détecter les foyers de maladie de West Nile[20].